# Ouro Maray
Pour les articles homonymes, voir Ouro.
Ouro-Maray (ou Mareille, Ouro Marey, Wouro Marey) est un village du Cameroun situé dans le département du Mayo-Louti et la région du Nord, à proximité de la frontière avec le Tchad. Il fait partie de la commune et du lamidat de Figuil.

## Population
Lors du recensement de 2005, la localité comptait 968 habitants, principalement des Mambay. Leur langue est le mambay.